# Bogdan Ferlinc
Bogdan Ferlinc, slovenski agronom, * 23. januar 1892, Šmarje pri Jelšah, † 10. maj 1980, Celje.

## Življenje in delo
Leta 1919 je diplomiral na Visoki šoli za kmetijstvo in gozdarstvo na Dunaju. Bil je Maistrov borec za severno mejo. Kot kmetijski referent se je po končani 1. svetovni vojni zaposlil v Mariboru, nato je bil asistent na selekcijski postaji v Rumi in vodja semenske postaje državnega veleposestva Belje (Vojvodina). V letih 1933 do 1945 je bil ravnatelj Kmetijske družbe za Slovenijo in urednik Kmetovalca. Po osvoboditvi pa v letih 1946 do 1953 predstojnik Kmetijskega zavoda Slovenije in do 1958 šef agroekološkega odseka Inštituta za hmeljarstvo v Žalcu. Napisal je dve strokovni knjigi, sodeloval pri pedološki karti ter objavljal poljudnoznanstvene in strokovne članke.

## Izbrana bibliografija
- Orientacijska tipološko-pedološka karta LR Slovenije (COBISS)
- Kako naj uredimo in pospešujemo poljedelsko proizvodnjo v okraju Celje (Celje, 1955)
- Stanica za selekciju i oplemenjivanje bilja na državnom dobru "Belje" u Brestovcu  (Zagreb, 1931)